# La Rochebeaucourt-et-Argentine
La Rochebeaucourt-et-Argentine is een gemeente in het Franse departement Dordogne (regio Nouvelle-Aquitaine) en telt 396 inwoners (1999). De plaats maakt deel uit van het arrondissement Nontron.

## Geografie
De oppervlakte van La Rochebeaucourt-et-Argentine bedraagt 17,7 km², de bevolkingsdichtheid is 22,4 inwoners per km².
De onderstaande kaart toont de ligging van La Rochebeaucourt-et-Argentine met de belangrijkste infrastructuur en aangrenzende gemeenten.

## Demografie
Onderstaande figuur toont het verloop van het inwonertal (bron: INSEE-tellingen).

1. ↑  Populations de référence 2022.